# توکیهیکو هیگوچی
توکیهیکو هیگوچی (انگلیسی: Tokihiko Higuchi؛ زادهٔ ۱۰ ژوئن ۱۹۴۱) بازیکن والیبال اهل ژاپن است.